# Ritva Toivola
Ritva Toivola, född 26 februari 1942 i S:t Michel, död 20 mars 2016 i Helsingfors, var en finsk barnboksförfattare. 
Hon studerade litteraturvetenskap och arbetade som förlagsredaktör. Hon var bosatt i Helsingfors.
Ritva Toivola skrev sagor, fantasyböcker och science fiction.